# Miguel Berry
Miguel Berry (Barcelona, Cataluña, España, 16 de septiembre de 1997) es un futbolista español. Juega de delantero y su equipo es Los Angeles Galaxy de la Major League Soccer.

## Trayectoria
Berry, nacido en España de padres estadounidenses, se mudó con su familia a los Estados Unidos a los 8 años de edad y creció en Poway, California.
Jugó al soccer universitario para los San Diego Toreros de la Universidad de San Diego entre 2016 y 2019. En sus cuatro años como universitario, jugó 72 encuentros, anotó 38 goles y registró 16 asistencias.
Durante su etapa en la universidad, Berry jugó para el Seattle Sounders sub-23 y el Orange County SC sub-23, ambos de la USL League Two.

### Columbus Crew
El 9 de enero de 2020, Berry fue seleccionado en la séptima posición del SuperDraft de la MLS 2020 por el Columbus Crew. Fichó por el club de la MLS el 27 de febrero de 2020. En su primer año en el club fue enviado a préstamo al San Diego Loyal de la USL Championship.
Debutó profesionalmente en el primer encuentro de la temporada 2020 contra el Orange County SC que finalizó en empate sin goles. En sus primeros siete encuentros con el club, el delantero anotó tres goles.
En 2022 regresó al Columbus Crew, con el que disputó 17 partidos de la Major League Soccer en los que anotó dos goles.[cita requerida]

### D. C. United, Atlanta United y Los Angeles Galaxy
El 20 de julio de 2022 firmó por el D. C. United de la Major League Soccer para jugar a las órdenes de Wayne Rooney. Seis meses después, el 20 de febrero de 2023, fichó por el Atlantal United F. C.
De cara a la temporada 2024, firmó por dos años con Los Angeles Galaxy.

## Estadísticas
Actualizado al último partido disputado en la temporada 2024.
| Club                                | Div.          | Temporada     | Liga  | Liga  | Copas nacionales | Copas nacionales | Copas internacionales | Copas internacionales | Total | Total |
| Club                                | Div.          | Temporada     | Part. | Goles | Part.            | Goles            | Part.                 | Goles                 | Part. | Goles |
| ----------------------------------- | ------------- | ------------- | ----- | ----- | ---------------- | ---------------- | --------------------- | --------------------- | ----- | ----- |
| San Diego Loyal Estados Unidos      | 2.ª           | 2020          | 7     | 3     | ―                | ―                | ―                     | ―                     | 7     | 3     |
| San Diego Loyal Estados Unidos      | 2.ª           | 2021          | 7     | 3     | ―                | ―                | ―                     | ―                     | 7     | 3     |
| San Diego Loyal Estados Unidos      | Total club    | Total club    | 14    | 6     | 0                | 0                | 0                     | 0                     | 14    | 6     |
| Columbus Crew Estados Unidos        | 1.ª           | 2021          | 18    | 8     | ―                | ―                | 2                     | 0                     | 20    | 8     |
| Columbus Crew Estados Unidos        | 1.ª           | 2022          | 16    | 2     | 1                | 0                | ―                     | ―                     | 17    | 2     |
| Columbus Crew Estados Unidos        | Total club    | Total club    | 34    | 10    | 1                | 0                | 2                     | 0                     | 37    | 10    |
| D. C. United Estados Unidos         | 1.ª           | 2022          | 14    | 0     | ―                | ―                | ―                     | ―                     | 14    | 0     |
| D. C. United Estados Unidos         | Total club    | Total club    | 14    | 0     | 0                | 0                | 0                     | 0                     | 14    | 0     |
| Atlanta United F. C. Estados Unidos | 1.ª           | 2023          | 27    | 1     | 1                | 0                | 2                     | 0                     | 30    | 1     |
| Atlanta United F. C. Estados Unidos | Total club    | Total club    | 27    | 1     | 1                | 0                | 2                     | 0                     | 30    | 1     |
| Los Angeles Galaxy Estados Unidos   | 1.ª           | 2024          | 33    | 2     | ―                | ―                | 2                     | 1                     | 35    | 3     |
| Los Angeles Galaxy Estados Unidos   | Total club    | Total club    | 33    | 2     | 0                | 0                | 2                     | 1                     | 35    | 3     |
| Total carrera                       | Total carrera | Total carrera | 122   | 19    | 2                | 0                | 6                     | 1                     | 130   | 20    |

## Palmarés

### Títulos nacionales
| Título              | Equipo             | País           | Año  |
| ------------------- | ------------------ | -------------- | ---- |
| Major League Soccer | Los Angeles Galaxy | Estados Unidos | 2024 |